# Quintana del Rojo
Quintana del Rojo es un lugar del municipio español de Valle de Manzanedo, perteneciente a la provincia de Burgos, en la comunidad autónoma de Castilla y León.

## Historia
Hacia mediados del siglo XIX, el lugar era referido como un barrio que conformaba un lugar junto con el de San Martín del Rojo; entre los dos, ambos pertenecientes ya al municipio de Valle de Manzanedo, sumaban una población de 79 habitantes. Aparece descrito en el decimotercer volumen del Diccionario geográfico-estadístico-histórico de España y sus posesiones de Ultramar de Pascual Madoz con las siguientes palabras:

QUINTANA DEL ROJO y SAN MARTIN: l. en la prov., dióc., aud. terr., c. g. de Búrgos (14 leg.), part. jud. de Villarcayo (1 1/2) y ayunt. titulado del Valle de Manzanedo (1/2): está formado de 2 barrios denominados, el uno Quintana del Rojo, y el otro San Martin, de los cuales aquel se halla sit. en un hondo y al pie de la sierra llamada del Rojo, y este en un alto: su clima es templado; reinan comunmente los vientos N. y S., y las enfermedades mas frecuentes son los constipados. Tiene 30 casas; 2 igl. parr. (La Asuncion y San Estéban), siendo esta y al de Fuente-Humorera anejas de la primera, la cual se halla en el referido barrio de San Martin, y el culto de las 3 está servida por un cura párroco y un sacristan, alternando aquel con segunda misa en las anejas. Hay tambien un cementerio contiguo á la igl. matriz: una ermita (San Tirso); 2 fuentes de buenas aguas para el surtido de los vec., y finalmente una escuela de primras letras, frecuentada por 16 alumnos de ambos sexos, cuyos padres pagan al maestro la retribucion de 7 fan. de trigo. Confina el térm. N. Escaño y Tubilla; E. Villalain y Rioseco; S. Arjes y Manzanedo, y O. Mudoval y Villasopliz. El terreno es secano, cascajoso y de mala calidad: hay un monte tiulado la Mata de San Martin, poblado de encinas: á 1/2 leg. N. del pueblo se encuentra la sierra llamada del Canto, que cria yerbas de pasto para los ganados. Los caminos son carreteros y dirigen á los pueblos limitrofes, y la correspondencia la toma cada interesado por sí en la cap. del part. prod.: trigo, cebada, comuña, legumbres y patatas; ganado lanar, cabrio y mular de recria, y caza de perdices y liebres. ind.: la agrícola. pobl.: 21 vec., 79 am. cap. imp.: 519 rs.
(Madoz, 1849, pp. 320-321)

El lugar, que no figura en el Nomenclátor del Instituto Nacional de Estadística, sigue perteneciendo en la actualidad al municipio de Valle de Manzanedo.